# ソウル競馬場
ソウル競馬場（ソウルけいばじょう）は、大韓民国京畿道果川市注岩洞にある競馬場。施行者ならびに管理者は韓国馬事会（KRA）である。現在の名前はレッツランパーク・ソウル（韓国語：렛츠런파크 서울）である。

## コース概要

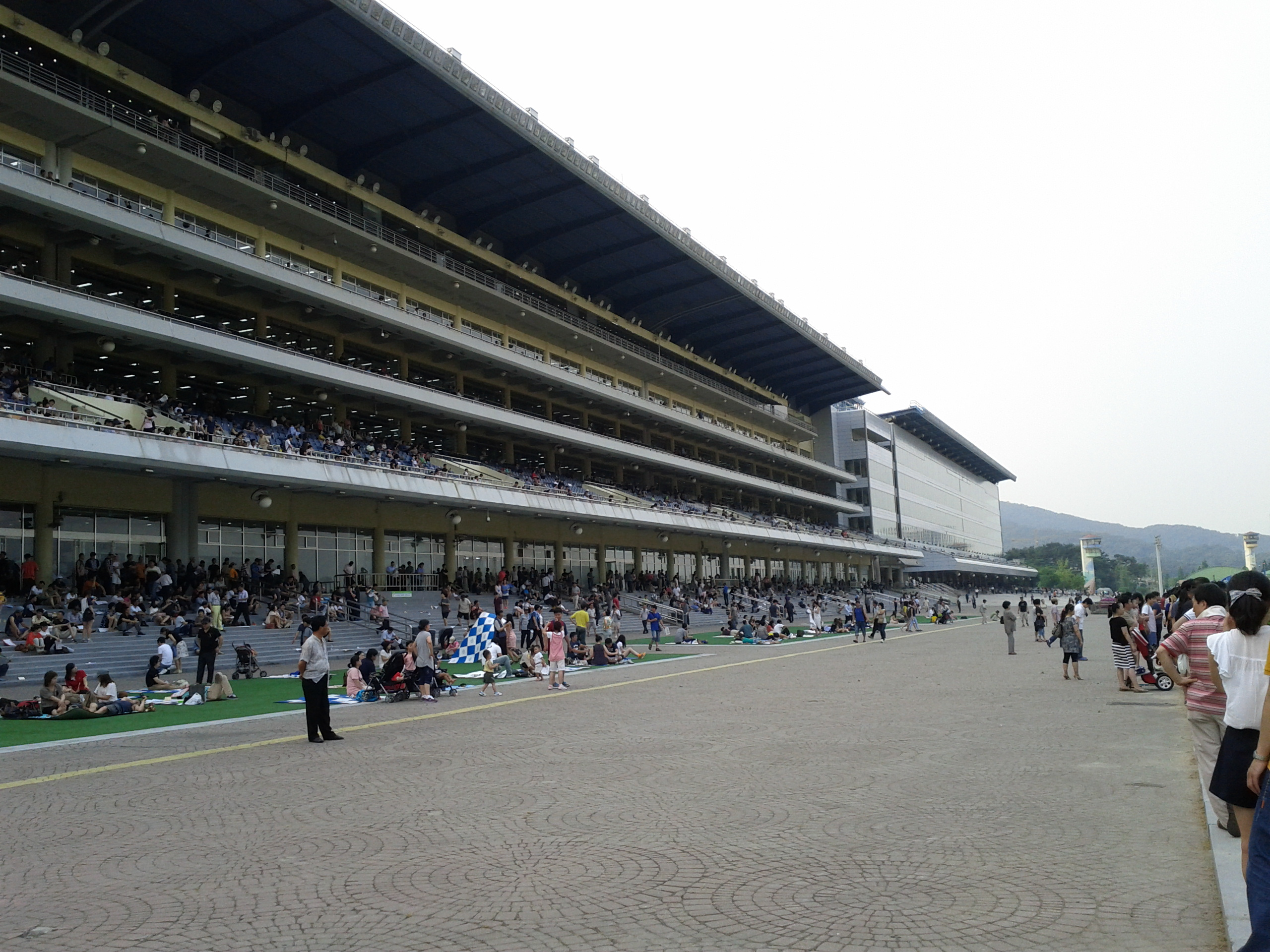
メインスタンド

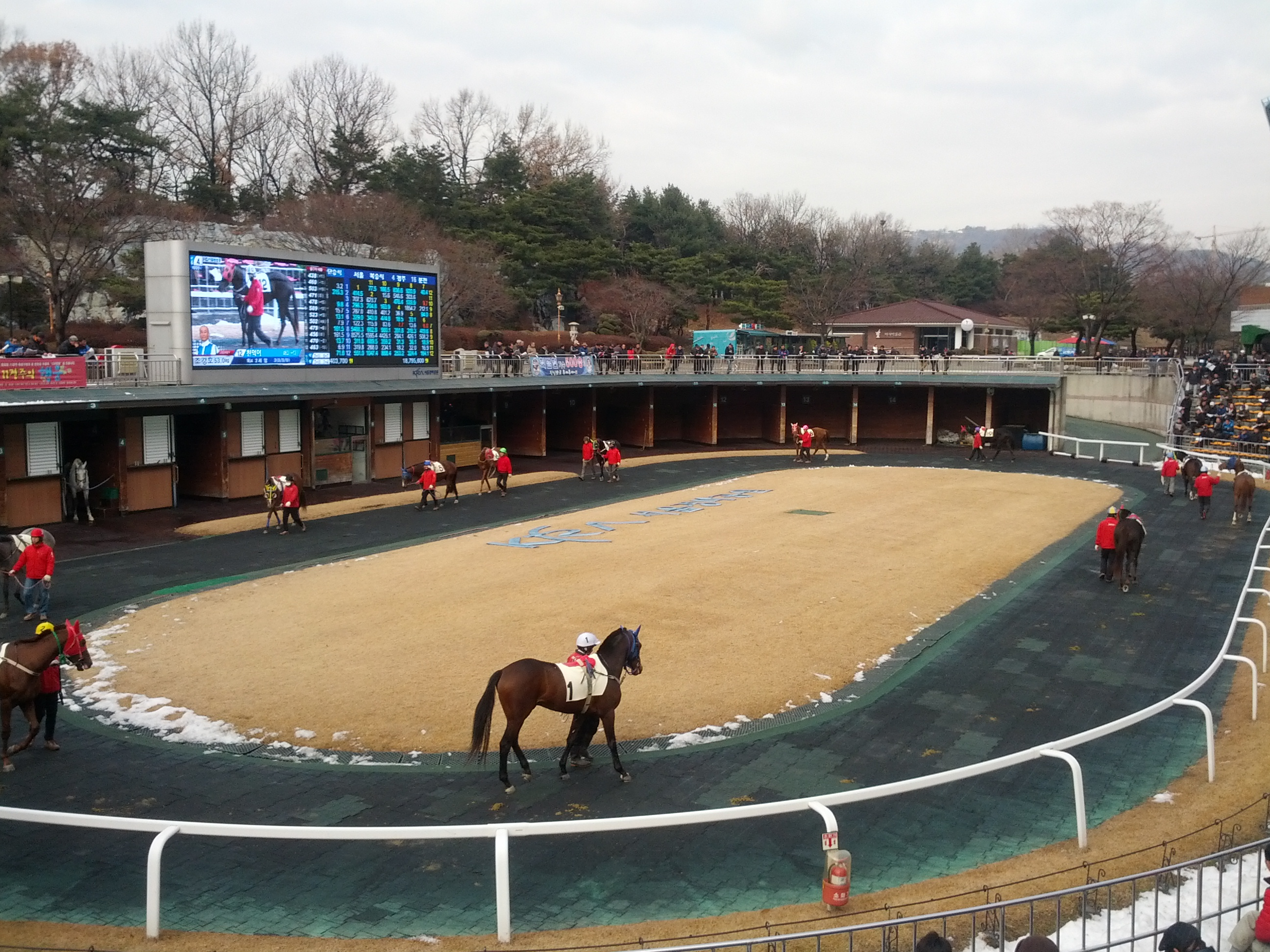
パドック

- 馬場：左回りで、1周1800mの外回りコースと、1,600mの内回りコースからなり、ホームストレッチは450mである[3]。
  - レースでは1000mのレースのみ、第4コーナー奥の引込み線からのコースが使用される。
- コース幅：外回りコース 25mから30m、内回りコース 25m
  - 距離設定：1000m、1200m、1300m、1400m、1600m、1700m、1800m、1900m、2000m、2300m

2019年からはコリアカップとコリアスプリントが国際G3に格付けされる予定であったが、国際レーティングの低下を受けて後に取り消され（経緯は各競走の項目を参照）、2022年から改めて国際G3に格付けされている。
なお、国際化の一環として2018年に芝コースの新設を計画しているが実現していない。

## 主な競走
太字は、韓国産馬限定戦

### 国際G3（韓国G1）
- コリアカップ（9月）
- コリアスプリント（9月）

### 韓国G1
- コリアンダービー （5月）
- 大統領杯（11月）
- グランプリ （12月）

### 韓国G2
- トゥクソム杯（5月）
- 農林畜産食品部長官杯（7月）
- KRAカップクラシック （10月）

### 韓国G3
- ヘラルド経済杯（4月）
- SBSスポーツスプリント（5月）
- YTN杯 (5月)
- ソウル馬主協会長杯（6月）
- 京畿道知事杯 （7月)
- 済州特別自治道知事杯（9月）

### リステッド競走
- 世界日報杯（1月）
- スポーツソウル杯 （3月）
- 東亜日報杯 （4月）
- スポーツ朝鮮杯 （5月）
- 文化日報杯 （9月）
- 日刊スポーツ杯 （9月）
- 農協中央会長杯（11月）
- 果川市長杯 （12月）

## アクセス
- 韓国鉄道公社果川線（4号線）競馬公園駅